# 国府村 (岡山県)
国府村（こくふそん）は、岡山県邑久郡にあった村。現在の瀬戸内市の一部にあたる。

## 地理
吉井川支流・干田川上流域に位置していた。

## 歴史
- 1889年（明治22年）6月1日、町村制の施行により、邑久郡牛文村、磯上村、福里村、土師村が合併して村制施行し、国府村が発足[1][2]。旧村名を継承した牛文、磯上、福里、土師の4大字を編成[2]。
- 1955年（昭和30年）3月31日、邑久郡美和村、行幸村と合併し、町制施行し長船町を新設して廃止された[1][2]。

## 産業
- 農業[2]